# Відплив (фільм, 2017)
«Відплив» (порт. Vazante) — бразильсько-португальський пригодницький фільм-драма 2017 року, поставлений режисеркою Даніелою Томас. Прем'єра фільму відбулася 10 лютого 2017 року на відкритті показів в секції «Панорама» 67-го Берлінського міжнародного кінофестивалю.

## Сюжет
1821 рік, Бразилія незадовго до незалежності. Забобонний плантатор Антоніо (Адріано Карвальо) втрачає рідних, що помирають від різних хвороб, а свого роду його гірничодобувний «концерт» (концерн), що складається з рабів і який забезпечив йому маєток та добробут, витягнув з навколишніх земель усе, що тільки можливо. Антоніо побивається, вважаючи, що розчарував бога, а родичів, що залишилися живими, перевозить в місто Серра. На загниваючій плантації залишається удосталь чорношкірих рабів, недоумкувата бабуся успішної білої людини і його нова дружина — 21-річна племінниця останньої дружини Беатріс (Луана Настас). За головного тимчасово залишається вільний негр Єремія (Фабріціо Болівейра), який має намір повернути «проклятій» землі минуле процвітання, але і в нього нічого не вийде.

## У ролях
| Адріано Карвальо          | … | Антоніо      |
| Луана Тіто Настас         | … | Беатріс      |
| Сандра Корвелоні          | … | дона Ондіна  |
| Жуліана Карнейро да Кунья | … | дона Зізінья |
| Роберто Аудіо             | … | Бартоломео   |
| Фабріціо Болівейра        | … | Єремія       |

## Знімальна група
- Автор сценарію — Бету Амарал, Даніела Томас
- Режисер-постановник — Даніела Томас
- Продюсер — Бету Амарал, Марія Іонеску, Сара Сілвейра
- Співпродюсери — Пандора да Кунья Теліш, Паблу Іраола
- Оператор — Інті Бріонес
- Монтаж — Естеван Шилінг, Тіаго Марино
- Художник-постановник — Валді Лопес
- Художник по костюмах — Кассіо Бразіл